# Championnat du Salvador de football 1956-1957
Navigation
Saison précédente Saison suivante
La Primera División 1956-1957 est la huitième édition de la première division salvadorienne.
Lors de ce tournoi, le CD Atlético Marte a conservé son titre de champion du Salvador face aux neuf meilleurs clubs salvadoriens.
Chacun des dix clubs participant était confronté deux fois aux neuf autres équipes.

## Les 10 clubs participants
| \| Atlante San Alejo CD Dragon Club Deportivo FAS CD Santa Anita CD Independiente CD Juventud Olímpica CD Luis Ángel Firpo CD Atlético Marte Once Municipal Club Deportivo FAS CD Santa Anita \| Localisation des clubs engagés dans le championnat. |
| Atlante San Alejo CD Dragon Club Deportivo FAS CD Santa Anita CD Independiente CD Juventud Olímpica CD Luis Ángel Firpo CD Atlético Marte Once Municipal Club Deportivo FAS CD Santa Anita                                                           |

| Club                   | Stade                        | Capacité          | Ville          |
| Atlante San Alejo (en) | Stade inconnu                | Capacité inconnue | San Alejo      |
| CD Dragon              | Stade Juan Francisco Barraza | 10 000            | San Miguel     |
| Club Deportivo FAS     | Stade Oscar Quiteño          | 15 000            | Santa Ana      |
| H 13                   | Stade inconnu                | Capacité inconnue | Ville inconnue |
| CD Independiente       | Stade inconnu                | Capicité inconnue | San Vicente    |
| CD Juventud Olímpica   | Stade Ana Mercedez           | 8 000             | Sonsonate      |
| CD Luis Ángel Firpo    | Stade Sergio Torres          | 5 000             | Usulután       |
| CD Atlético Marte      | Stade Cuscatlán              | 45 925            | San Salvador   |
| Once Municipal         | Stade Simeón Magaña          | 5 000             | Ahuachapán     |
| CD Santa Anita         | Stade inconnu                | Capacité inconnue | Santa Ana      |

## Compétition
Les dix équipes affrontent à deux reprises les neuf autres équipes selon un calendrier tiré aléatoirement.
Le classement est établi sur l'ancien barème de points (victoire à 2 points, match nul à 1, défaite à 0).
Le départage final se fait selon les critères suivants :
- Le nombre de points.
- Un match d'appui pour départager les équipes si le titre ou la relégation est en jeu.
- La différence de buts générale.

### Classement
| Rang | Équipe                 | Pts | J  | G  | N | P  | Bp | Bc | Diff |
| ---- | ---------------------- | --- | -- | -- | - | -- | -- | -- | ---- |
| 1    | CD Atlético Marte (T)  | 27  | 18 | 12 | 3 | 3  | 44 | 16 | +28  |
| 2    | Atlante San Alejo (en) | 26  | 18 | 11 | 4 | 3  | 53 | 27 | +26  |
| 3    | Once Municipal         | 24  | 18 | 10 | 4 | 4  | 32 | 22 | +10  |
| 4    | CD Juventud Olímpica   | 20  | 18 | 8  | 4 | 6  | 36 | 32 | +4   |
| 5    | CD Dragon              | 16  | 18 | 7  | 2 | 9  | 24 | 29 | -5   |
| 6    | CD Luis Ángel Firpo    | 15  | 18 | 5  | 5 | 8  | 22 | 42 | -20  |
| 7    | CD Independiente       | 14  | 18 | 5  | 4 | 9  | 27 | 45 | -18  |
| 8    | CD Santa Anita         | 13  | 18 | 4  | 5 | 9  | 29 | 35 | -6   |
| 9    | Club Deportivo FAS     | 13  | 18 | 5  | 3 | 10 | 26 | 35 | -9   |
| 10   | H 13 (P)               | 12  | 18 | 4  | 4 | 10 | 25 | 35 | -10  |

| Légende : Qualifications et relégations | Légende : Qualifications et relégations                  |
| --------------------------------------- | -------------------------------------------------------- |
|                                         | Relégué en Segunda División                              |
|                                         | (T) : Tenant du titre (P) : Promu de la saison 1955-1956 |

## Bilan du tournoi
| Tableau d'Honneur          |                   |
| Compétition                | Vainqueur         |
| Primera División 1956-1957 | CD Atlético Marte |

| Promotions et relégations   |                                 |
| Relégué en Segunda División | H 13                            |
| Promu de Segunda División   | Leones (en) Universidad Barrios |